# Rizah Mešković
Rizah Mešković (Tuzla, 10 de agosto de 1947) é um ex-futebolista profissional bósnio, que atuava como goleiro.

## Carreira
Rizah Mešković fez parte do elenco da Seleção Iugoslava de Futebol da Copa do Mundo de 1974. 